# Claude Guilmain
 (janvier 2021).
 (janvier 2021).
La mise en forme du texte ne suit pas les recommandations de Wikipédia : il faut le « wikifier ».
Les points d'amélioration suivants sont les cas les plus fréquents :
- Les titres sont pré-formatés par le logiciel. Ils ne sont ni en capitales, ni en gras.
- Le texte ne doit pas être écrit en capitales (les noms de famille non plus), ni en gras, ni en italique, ni en « petit »…
- Le gras n'est utilisé que pour surligner le titre de l'article dans l'introduction, une seule fois.
- L'italique est rarement utilisé : mots en langue étrangère, titres d'œuvres, noms de bateaux, etc.
- Les citations ne sont pas en italique mais en corps de texte normal. Elles sont entourées par des guillemets français : « et ».
- Les listes à puces sont à éviter, des paragraphes rédigés étant largement préférés. Les tableaux sont à réserver à la présentation de données structurées (résultats, etc.).
- Les appels de note de bas de page (petits chiffres en exposant, introduits par l'outil «  Source ») sont à placer entre la fin de phrase et le point final[comme ça].
- Les liens internes (vers d'autres articles de Wikipédia) sont à choisir avec parcimonie. Créez des liens vers des articles approfondissant le sujet. Les termes génériques sans rapport avec le sujet sont à éviter, ainsi que les répétitions de liens vers un même terme.
- Les liens externes sont à placer uniquement dans une section « Liens externes », à la fin de l'article. Ces liens sont à choisir avec parcimonie suivant les règles définies. Si un lien sert de source à l'article, son insertion dans le texte est à faire par les notes de bas de page.
- La présentation des références doit suivre les conventions bibliographiques. Il est recommandé d'utiliser les modèles {{Ouvrage}}, {{Chapitre}}, {{Article}}, {{Lien web}} et/ou {{Bibliographie}}. Le mode d'édition visuel peut mettre en forme automatiquement les références.
- Insérer une infobox (cadre d'informations à droite) n'est pas obligatoire pour parachever la mise en page.

Pour une aide détaillée, merci de consulter Aide:Wikification.
Si vous pensez que ces points ont été résolus, vous pouvez retirer ce bandeau et améliorer la mise en forme d'un autre article.
Claude Guilmain, né le 2 janvier 1958 à La Prairie, au Québec, est un dramaturge qui œuvre dans le milieu théâtral franco-ontarien. 
Il est cofondateur du Théâtre la Tangente (à l’origine Les Klektiks : 1994 – 1999) compagnie de création de Toronto. Il est l’auteur de plusieurs pièces dont Americandream.ca, une trilogie publiée aux Éditions L’Interligne en 2019 et Requiem pour un trompettiste. En plus d’être dramaturge, il est metteur en scène, scénariste et réalisateur. Il a réalisé huit documentaires pour l’Office national du film du Canada (ONF).

## Biographie
Claude Guilmain est né à La Prairie, au Québec, le 2 janvier 1958. Sa famille a déménagé en Ontario lorsqu’il avait huit ans. Ils se sont installés à Cedar Rapids, aux États-Unis, pour une année, en 1969, pour ensuite retourner en Ontario. Il a fréquenté l’école secondaire Étienne-Brûlé, à Toronto. Par la suite, il a entrepris ses études universitaires au Département de théâtre de l’Université d’Ottawa, en anglais. Claude Guilmain a travaillé comme accessoiriste et directeur technique au Centre national des Arts. En 1985, il retourne à Toronto où il va entreprendre une carrière de mise en scène au théâtre anglophone et en effets spéciaux au cinéma et en publicité. En 1993, il signe sa première mise en scène dans le milieu théâtral francophone au Théâtre français de Toronto avec la pièce Good de C.P. Taylor. Aujourd'hui[Quand ?], il est toujours le directeur général du théâtre de la Tangente. 

## Œuvres
Claude Guilmain a publié chez deux maisons d’éditions franco-ontariennes, soit les Éditions Prise de parole et les Éditions l’Interligne. Il a réalisé huit documentaires pour l’Office national du film, dont Entre les lignes sur la Première guerre mondiale racontée grâce aux correspondances de soldats au front, ainsi que Je me souviens - 100 ans du Royal 22e Régiment et Le 22e Régiment en Afghanistan pour lequel il s’est retrouvé en Afghanistan, ce qui l’a profondément marqué et lui a inspiré l’écriture d’Americandream.ca. Pour le documentaire Le 22e Régiment en Afghanistan, Guilmain est allé en Afghanistan avec le Royal 22e Régiment, ce qui a changé sa vie et a beaucoup influencé sa rédaction de Americandream.ca. D’ailleurs, la partie 3 de la Trilogie Americandream.ca a été créée en parallèle avec la réalisation de son plus récent documentaire Sur la corde raide au sujet du refus du Canada de participer à la guerre en Irak 

### Théâtre
- 1999 : L’Égoïste, Prise de parole[7]
- 2002 : La Passagère, Prise de parole[7]
- 2010 : Requiem pour un trompettiste, Éditions L’Interligne[6]
- 2016 : AmericanDream.ca, Éditions L’Interligne[6] (réédition de l’Intégrale en 2019)

### Documentaires[3]
- 2006 : Portrait d’un parfait inconnu
- 2008 : Entre les lignes
- 2010 : La Sentinelle
- 2011 : Le 22e Régiment en Afghanistan
- 2014 : Je me souviens - 100 ans du Royal 22e Régiment
- 2017 : Urgence de dire
- 2019 : Sur la corde raide
- 2020 : L'Art de l'écoute

### Récit poétique
- 2012 : Comment on dit ça « t’es mort », en anglais? publié aux Éditions L’Interligne

## Thématique et esthétique
Parmi les thèmes récurrents dans l'œuvre de Guilmain, notons l’américanité, la guerre, les relations familiales et l’Histoire.

### L'américanité
Americandream.ca raconte l’histoire de la famille Cardinal et leur relation à l’Histoire et à l’américanité. La pièce souligne la présence de l’américanité au Canada grâce au parcours du personnage d’Alain, à la recherche d’un grand-père disparu à New York dans les années 1940 et retrouvé à La Nouvelle-Orléans trente ans plus tard. Un récit inspiré de la vraie histoire du grand-père de l’auteur. La pièce nous présente l’américanisation des « compressions à la fonction publique, du déploiement des forces canadiennes pour des raisons plus ou moins définies [...] du système d’éducation ou des services médicaux ». Le portrait de l’américanisation nous fait prendre conscience que le rêve américain n’existe pas seulement aux États-Unis, et que nous n'apparaissons pas si différents de nos voisins du Sud.

### La guerre
Claude Guilmain s’est rendu en Afghanistan pour filmer le documentaire de l’ONF Le 22e Régiment en Afghanistan, à l’automne 2011. Les propos du personnage d’Émilie font écho aux observations de l’auteur lors de sa visite en Afghanistan. La saga familiale des Cardinals se déploie sur plusieurs décennies, plusieurs générations, avec la guerre en toile de fond. Americandream.ca aborde des événements importants pour les États-Unis, mais aussi pour l’Amérique du Nord en général. La famille Cardinal « se trouve mêlée à l’assassinat du président John F. Kennedy en 1963», à la guerre du Vietnam, à la guerre d’Afghanistan, et fait référence aux événements liés au 11-septembre 2001. Le visionnement des documentaires réalisés pour l’ONF aide à bien saisir les références à la guerre dans Americandream.ca. Sur la corde raide, créé en même temps que la pièce, éclaire les propos de Brigitte et d’Émilie, et ce qui s’est déroulé après les attentats sur les tours jumelles. 

### La famille et sa banalité
Les six protagonistes issus de la famille Cardinal, malgré leurs échanges anodins, vivent chacun un drame personnel en secret. Alain est aux prises avec un divorce en raison de son obsession par un possible lien entre la disparition de son grand-père et l’assassinat de John F. Kennedy. Maude n’est pas proche de ses filles, et ne sait pas comment leur apprendre qu’elle a le cancer du sein. Claude gagne la loterie et sa vie s’en retrouve chamboulée. Les trois doivent faire face au déclin de leur mère souffrant d’Alzheimer, puis à sa mort. Émilie et Brigitte, les deux filles de Maude, sont aux antipodes quant aux interventions militaires : Émilie, membre des Forces canadiennes, revient d’une deuxième mission en Afghanistan, amputée des deux jambes. Brigitte dénonce depuis le 11 septembre l’interventionnisme américain. Malgré leurs problèmes, les membres de la famille « n’auront partagé jusqu’à ce jour, que des banalités». 

### L’Histoire et son impact sur le quotidien
Americandream.ca porte plus largement sur l’Histoire et comment elle a, qu’on le veuille ou non, des retombées sur notre vie personnelle. La pièce aborde les souvenirs liés à divers événements historiques. Claude Guilmain rappelle que son premier souvenir de la télévision est l’image des funérailles du président John F. Kennedy, qui lui a fait comprendre, même à l’âge de cinq ans, que quelque chose d’important se passait. Brigitte vit quelque chose de semblable avec les événements du 11-septembre 2001, qui changent le cours de sa vie : elle change de programme à l’université pour étudier l’histoire américaine, après avoir vu, à la télévision, les tours s’effondrer. La trilogie aborde ces moments historiques « qui ont fait (et qui continuent de faire) du dommage collatéral », bien qu’ils « semblent si loin de nous mais qui sont pourtant si près».

### Le multimédia et le cinéma américain
Claude Guilmain est aussi metteur en scène et réalisateur, cela influence son écriture, ainsi la scène de cinéma tournée pour la production et projetée dans un dispositif scénique composé de 15 surfaces de projection rotatives. De plus, lorsqu’il a fait la mise en scène de Americandream.ca, il utilise la projection de vidéos sur des panneaux rotatifs faits sur mesure avec 16 différents moteurs. 

## Prix
- L’Égoïste, en lice pour le prix Trillium 2002[7]
- Requiem pour un trompettiste, en lice pour le Masque de la production franco-canadienne 2006[6]
- L’Implorante, une co-mise en scène avec Louise Naubert, Prix d’excellence artistique arrière-scène 2011 Théâtre Action[6]
- Comment on dit ça « t’es mort », en anglais?, finaliste pour le Prix Trillium 2013[6]
- Comment on dit ça « t’es mort », en anglais? - lauréat du Prix littéraire Émile-Ollivier 2013 décerné par le Conseil supérieur de la langue française du Québec[6].
- Americandream.ca Lauréat – Prix Christine-Dumitriu-van-Saanen 2017 du Salon du livre de Toronto[2]
- Americandream.ca Finaliste – Prix Marcel-Dubé de l’Académie des lettres du Québec 2017[2]
- Americandream.ca Lauréat – Prix professionnel Jeanne Sabourin 2018[7]
- Americandream.ca  - la trilogie est finaliste aux Prix Trillium 2020[15]